# Ar-Ra’i
Ar-Ra’i (arab. الراعي) – miasto w Syrii, w muhafazie Aleppo. W 2004 roku liczyło 4609 mieszkańców.